# Alphonse VI (roi de Portugal)
Pour les articles homonymes, voir Alphonse VI.
Alphonse VI de Portugal dit le Victorieux (en portugais : Afonso VI), né le 21 août 1643 et mort le 12 septembre 1683, est roi de Portugal et des Algarves de 1656 à 1683, le second issu de la maison de Bragance. 
Il règne d'abord sous la régence de sa mère, Louise-Françoise de Guzmán, jusqu'en 1662, date à laquelle il la transfère dans un couvent et prend le pouvoir avec l'aide de son favori, Luís de Vasconcelos e Sousa, 3e comte de Castelo Melhor. Le règne d'Alphonse voit la fin de la Guerre de Restauration (1640-1668) et la reconnaissance par l'Espagne de l'indépendance du Portugal . Il négocie également une alliance française à travers son mariage . 
En 1668, son frère, le futur Pierre II, conspire pour le faire déclarer incapable de gouverner et prend le pouvoir suprême « de facto » comme régent, bien que nominalement Alphonse soit toujours souverain . La reine Marie-Françoise-Élisabeth de Savoie, son épouse, obtient une annulation du mariage pour pouvoir ensuite épouser le prince Pierre . Alphonse passe le reste de sa vie à régner tout en étant de fait prisonnier ,.

## Début de vie

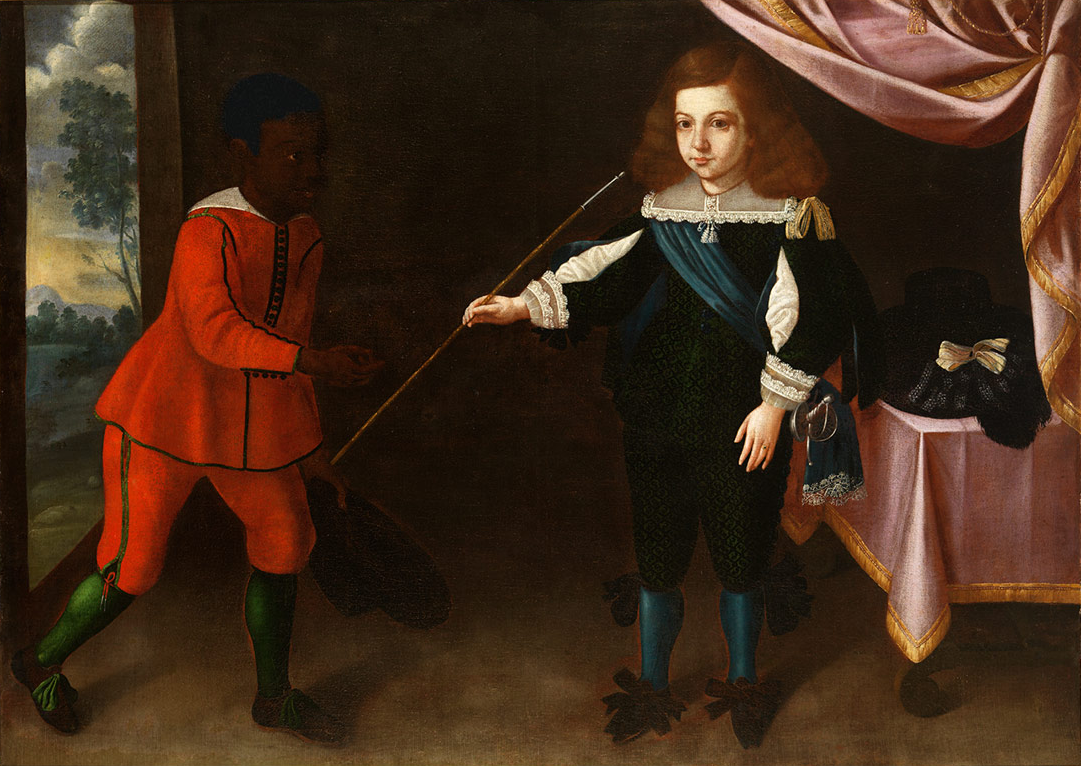
Portrait de l'infant Alphonse; par José de Avelar Rebelo, 1653

Aphonse est le deuxième des trois fils du roi Jean IV de Portugal et de Louise-Françoise de Guzmán . À l'âge de trois ans, il souffre d'une maladie qui entraîne une paralysie du côté droit de son corps , et qui affecte ses capacités intellectuelles ,. Son père le fait 10e Duc de Bragance . Il devient héritier de la couronne à la mort à l'âge de 19 ans de son frère aîné, le prince Théodose, le 13 mai 1653  et reçoit le titre de 2e Prince du Brésil.

## Règne

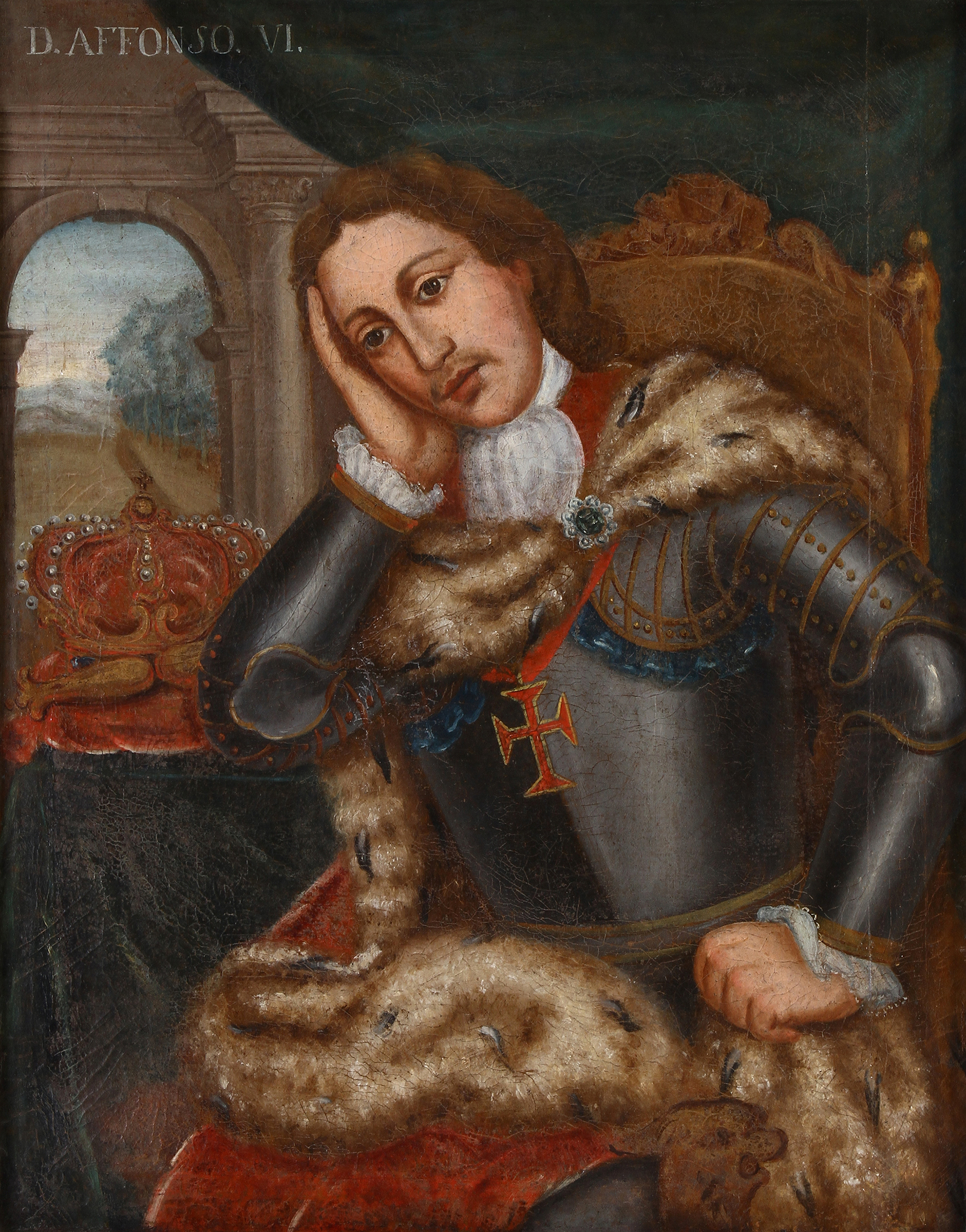
Le roi Alphonse VI de Portugal

Il succède à l'âge de 13 ans à son père, mort le 6 novembre 1656, sous la régence de sa mère Louise-Françoise de Guzmán jusqu'au 28 juin 1662 selon le testament de son père. La régence de sa mère continue même après qu'Alphonse atteignit sa majorité parce qu'il est considéré comme mentalement inapte à gouverner. Le roi fait preuve d'un comportement sauvage et perturbateur,. En 1662, alors qu'Alphonse terrorise Lisbonne la nuit aux côtés de ses favoris,, la régente et son conseil répondent en bannissant certains des compagnons du roi associés aux raids. Irrité, Alphonse prend le pouvoir avec l'aide de Luís de Vasconcelos e Sousa, comte de Castelho Melhor, et la régence de sa mère prend fin,,. Elle se retire ensuite dans un couvent  où elle meurt en 1666 . 
Alphonse nomme Castelo-Melhor comme son secrétaire particulier (escrivão da puridade) . Son choix d'une organisation militaire astucieuse et ses nominations généralement judicieuses, aboutissent à des victoires militaires décisives sur les Espagnols aux batailles d'Elvas (14 janvier 1659), d'Ameixial (8 juin 1663) et de Montes Claros (17 juin 1665) ,, culminant avec la reconnaissance définitive par l'Espagne de la souveraineté de la nouvelle dynastie régnante du Portugal, la Maison de Bragance ,, le 13 février 1668 par le Traité de Lisbonne .

### Affaires coloniales
Les affaires coloniales voit la conquête néerlandaise de Jaffna, la dernière colonie du Ceylan portugais (1658), et la cession de Bombay ainsi que de Tanger à l'Angleterre (23 juin 1661) comme dot de la sœur d'Alphonse, Catherine de Bragance, qui épouse le roi Charles II d'Angleterre ,.

### Mariage
Castelo Melhor réussit à faire en sorte qu'Alphonse épouse Marie-Françoise-Élisabeth de Savoie-Nemours , belle-sœur du duc Charles-Emmanuel II, en 1666  mais le mariage est de courte durée. Marie-Françoise-Élisabeth demande une annulation en 1667 sur la base de l'impuissance du roi ,. L'Église lui accorde l'annulation, et elle épouse le frère d'Alphonse, le futur Pierre II de Portugal, duc de Beja ,.

## Chute

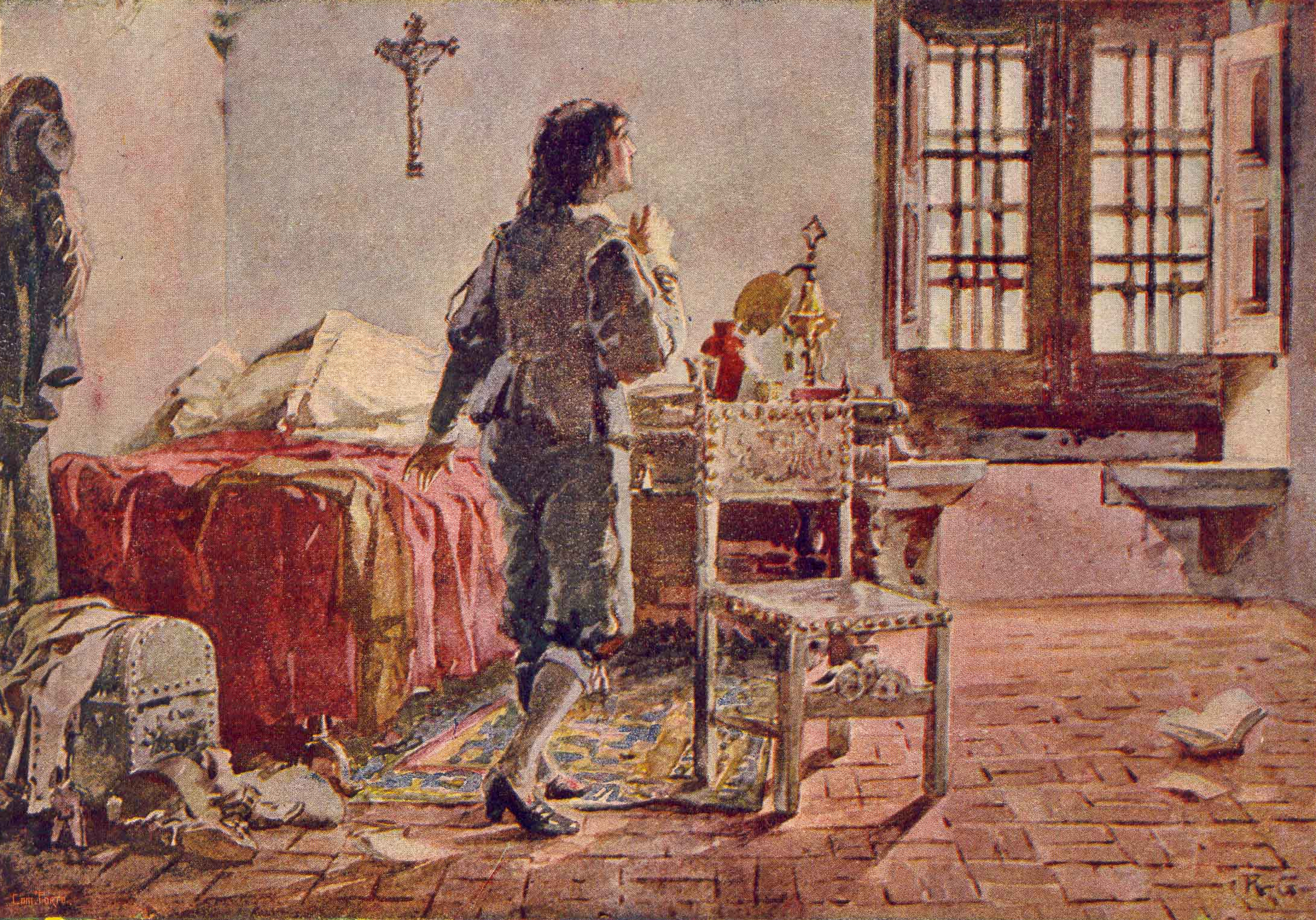
Le roi Alphonse VI emprisonné au Palais de Sintra, par Alfredo Roque Gameiro

En 1667, le prince Pierre réussit à obtenir suffisamment de soutien auprès des Cortes qui prononcent la déchéance du roi le 24 novembre 1667 et lui donnent la régence, . Devenu prince régent ,,, il fait renvoyer le premier ministre, Luís de Vasconcelos e Sousa, en 1667 et épouse Marie-Françoise-Élisabeth de Savoie après l'annulation du mariage de son frère le 2 avril 1668. Bien que Pierre n'ait jamais formellement usurpé le trône, Alphonse n'est roi que de nom pour le reste de sa vie ,. Pendant sept ans, après le coup d'État de son frère Pierre de Portugal, Alphonse est retenu sur l'île de Terceira  dans les Açores ,. Sa santé brisée par cette captivité, il est finalement autorisé à retourner au Portugal continental mais il reste gardé sous surveillance. Il meurt en 1683 à Sintra ,,.
La pièce où il a été emprisonné est conservée au Palais National de Sintra.

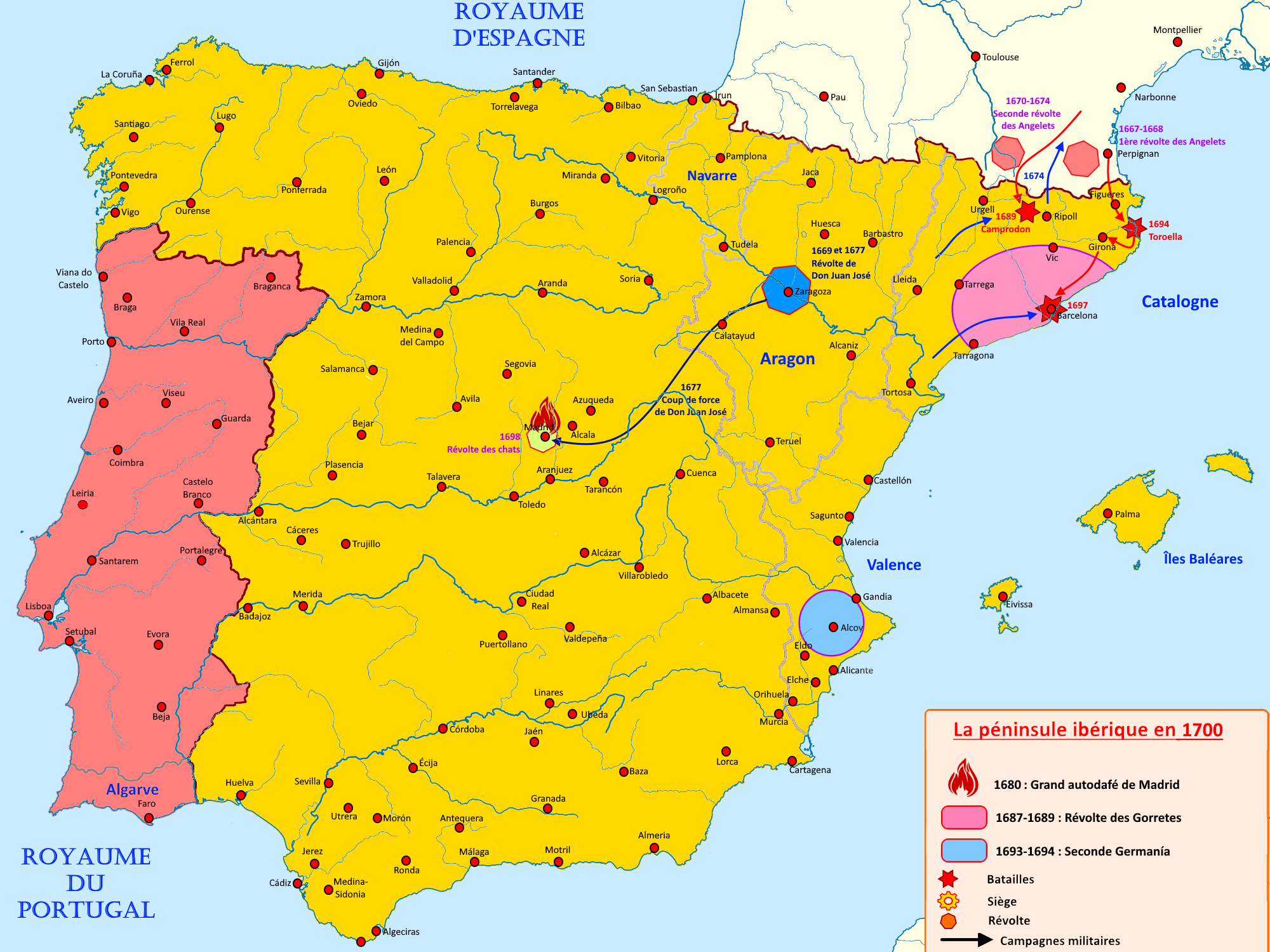
Le Portugal de 1665 à 1700

## Titre complet
Roi de Portugal et des Algarves, de chaque côté de la mer en Afrique, duc de Guinée et de la conquête, de la navigation et du commerce d'Éthiopie, d'Arabie, de Perse et d'Inde par la grâce de Dieu